# Osamu Iyama
Osamu Iyama é um matemático japonês, professor da Universidade de Nagoya.
Obteve um doutorado em 1998 na Universidade de Quioto, orientado por Hiroaki Hijikata, com a tese On the structure of semi-simple algebraic groups over a variation fields''.
Foi palestrante convidado do Congresso Internacional de Matemáticos no Rio de Janeiro (2018: Tilting Cohen–Macaulay representations).